# راچال ناچولا
راچال ناچولا (انگلیسی: Racheal Nachula؛ زادهٔ ۱۴ ژانویهٔ ۱۹۸۶) بازیکن فوتبال اهل زامبیا است.
وی همچنین در تیم ملی فوتبال Zambia بازی کرده‌است.